# Giulvăz
Giulvăz (in ungherese Torontálgyülvész, in tedesco Djulwes, Giulwess, Djulves o Giulwesz, in serbo Ђулваз?, Đulvez, in svevo del Banato Djulwess) è un comune della Romania di 2887 abitanti, ubicato nel distretto di Timiș, nella regione storica del Banato. 
Il comune è formato dall'unione di 4 villaggi: Crai Nou, Giulvăz, Ivanda, Rudna.